# Czerwoni Kozacy
Czerwoni Kozacy (ros. Червонное казачество, Czerwonnoje kazaczestwo, ukr. Червоне козацтво, Czerwone kozactwo) – formacja zbrojna utworzona w składzie Armii Czerwonej jako siły zbrojne bolszewickiej Ukraińskiej Ludowej Republiki Rad, walcząca następnie w wojnie domowej w Rosji i wojnie ukraińsko-radzieckiej.

## Historia

### Utworzenie, walki z Armią Czynną URL
11–12/24–25 grudnia 1917 r. ukraińscy bolszewicy, widząc, iż przegrywają rywalizację o władzę na całości ziem ukraińskich z Ukraińską Centralną Radą, proklamowali w Charkowie konkurencyjną Ukraińską Ludową Republikę Rad. Niezwłocznie przystąpili również do tworzenia sił zbrojnych, za co odpowiedzialny był republikański komisariat spraw wojskowych z Wasylem Szachrajem na czele. 27 grudnia ogłoszono utworzenie 1 kurenia Czerwonych Kozaków, wchodzącego w skład Armii Czerwonej. Rekrutowali się oni spośród miejscowych robotników oraz żołnierzy Armii Czynnej Ukraińskiej Republiki Ludowej, którzy przeszli na stronę bolszewików po tym, gdy jednostki Czerwonej Gwardii w Charkowie rozbroiły stacjonujący w mieście 2 zapasowy pułk tejże armii. Do Czerwonych Kozaków przyłączyli się żołnierze 9 i 11 kompanii pułku. Kureń miał pierwotnie być jednostką piechoty, ostatecznie zaś w jego skład weszła kompania piechoty, szwadron kawalerii, bateria artylerii oraz oddział cyklistów, zaś jego dowódca miał nosić, zgodnie z kozacką tradycją, stopień atamana. Dowódcą kurenia został bolszewik Witalij Primakow.
Jednostka pierwszy raz wzięła udział w działaniach bojowych 4/17 stycznia 1918 r. w składzie grupy wojsk Pawła Jegorowa, biorąc udział w zdobyciu Połtawy. Czerwoni Kozacy, współdziałając z lokalnymi oddziałami Czerwonej Gwardii oraz regularnymi oddziałami Armii Czerwonej pod dowództwem Michaiła Murawjowa, wzięli również udział w zdobyciu Kijowa 26–27 stycznia/8–9 lutego 1918 r. W Kijowie prowadzono dalszy pobór do jednostek Czerwonych Kozaków. Jako że zgłaszali się ochotnicy różnych narodowości, proponowano zmianę nazwy jednostki na 1 robotniczo-chłopski socjalistyczny pułk Armii Czerwonej, jednak władze Rosji Radzieckiej wolały utrzymać dotychczasową nazwę, która miała stanowić konkurencję dla jednostek ukraińskich, walczących o niepodległą Ukrainę.

### Reorganizacja i dalszy udział w walkach
Czerwoni Kozacy, niezmiennie pod dowództwem Primakowa, opuścili Ukrainę po podpisaniu pokoju brzeskiego. Brali udział w marszu na Nowoczerkask, gdzie swoją białą Armię Ochotniczą tworzyli generałowie Ławr Korniłow i Michaił Aleksiejew, następnie eskortowali ewakuację rządu Ukraińskiej Ludowej Republiki Rad z Taganrogu do Moskwy. Następnie zostali skierowany w rejon Nowogrodu Siewierskiego, do strefy neutralnej między Ukrainą i Rosją Radziecką. Tam we wrześniu 1918 r. rozpoczęto formowanie dwóch ukraińskich dywizji powstańczych. Dowodzone przez Primakowa oddziały weszły do 1 ukraińskiej dywizji powstańczej (następnie przemianowanej na 1 Ukraińską Dywizję Radziecką). W tym okresie z kurenia Czerwonych Kozaków wyłączono kompanię piechoty, wcielając ją do 1 powstańczego pułku im. Bohuna dowodzonego przez Mykołę Szczorsa, natomiast pod komendę Primakowa oddano kilka oddziałów kawalerii. Pozwoliło to utworzyć 1 pułk Czerwonych Kozaków w składzie 1 Ukraińskiej Dywizji Powstańczej. Składał się on z czterech sotni kawalerii, z których jedynie dwie pierwsze składały się z żołnierzy pochodzących z Ukrainy. W trzeciej sotni walczyli dawni żołnierze niemieccy i austro-węgierscy, którzy przeszli na stronę bolszewików jako jeńcy wojenni lub zdezerterowali ze swoich jednostek. Do czwartej weszli natomiast Kurdowie, dawni żołnierze armii osmańskiej, wzięci do niewoli rosyjskiej podczas I wojny światowej.

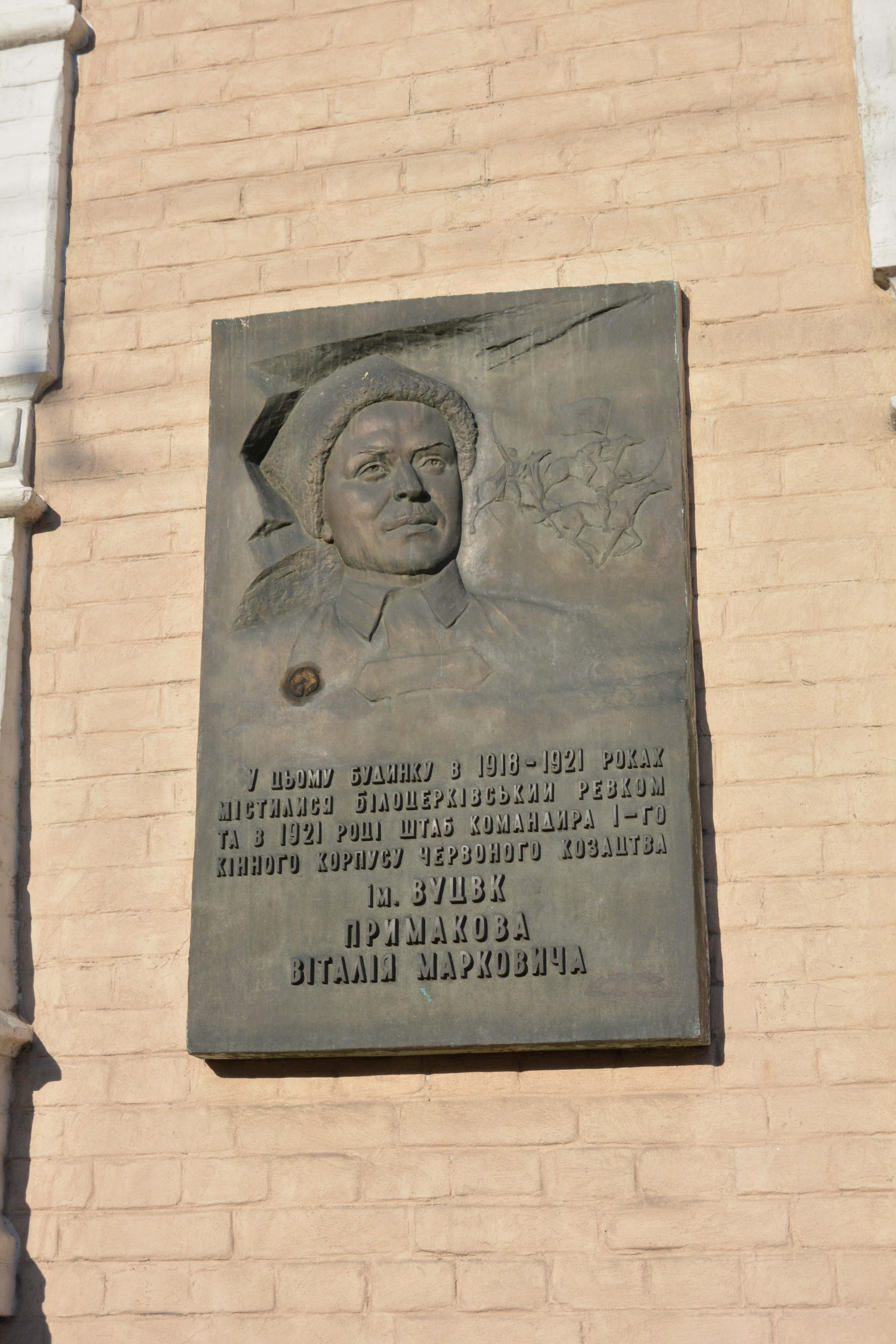
Biała Cerkiew. Tablica pamiątkowa na domu kupca Taubina, w którym w 1921 r. znajdował się sztab 1 korpusu Czerwonych Kozaków

W listopadzie 1918 r. 1 pułk Czerwonych Kozaków został przeniesiony do 2 Dywizji Powstańczej Ukraińskiej Armii Radzieckiej. W grudniu tego samego roku obydwie dywizje zostały skierowane do udziału w interwencji radzieckiej na Ukrainie – Rada Komisarzy Ludowych uznała traktat brzeski za niebyły i podjęła działania zbrojne przeciwko Ukraińskiej Republice Ludowej. Wiosną 1919 r. pułk uzupełniono o żołnierzy rosyjskich (z regionu podmoskiewskiego), węgierskich sympatyków bolszewików (byłych jeńców) oraz ochotników ukraińskich. 18 lipca 1919 r. 1  pułk kawalerii Czerwonych Kozaków przekształconą w 1 Brygadę Kawalerii Czerwonych Kozaków złożoną z dwóch pułków, natomiast w listopadzie 1919 r. na jej bazie utworzono 8 Dywizję Kawalerii Czerwonych Kozaków. Brała ona udział w dalszych walkach z Ukraińską Republiką Ludową, następnie w operacjach przeciwko Siłom Zbrojnym Południa Rosji pod dowództwem gen. Antona Denikina oraz w walkach z anarchistami Nestora Machno.
26 października 1920 r. z 8 Dywizji Kawalerii oraz 17 Dywizji Kawalerii utworzono w składzie Frontu Południowo-Zachodniego 1 Korpus Czerwonych Kozaków, którego dowódcą został Witalij Primakow. W grudniu tego samego roku dołączono do korpusu jeszcze 9 Dywizję Kawalerii. Korpus Czerwonych Kozaków funkcjonował pod taką nazwą do 1938 r., gdy przemianowano go na 4 Korpus Kawalerii.

## Upamiętnienie
Ulica Czerwonych Kozaków od 1964 r. znajduje się w Petersburgu. Prospekt nazwany ich imieniem znajdował się w Kijowie, w 2003 r. został przemianowany na Prospekt Moskiewski. W 2016 r., w ramach polityki dekomunizacji Ukrainy, Prospekt Czerwonych Kozaków w Aleksandrii przemianowano na Kimmeryjski, zaś ulicę o tej nazwie w Słowiańsku – na ul. Kozacką.